# Hexatoma globiceps
Hexatoma globiceps är en tvåvingeart som först beskrevs av Alexander 1920.  Hexatoma globiceps ingår i släktet Hexatoma och familjen småharkrankar.
Artens utbredningsområde är Gabon. Inga underarter finns listade i Catalogue of Life.